# Contea di Smith (Texas)
La contea di Smith (in inglese Smith County) è una contea dello Stato del Texas, negli Stati Uniti. La popolazione al censimento del 2010 era di 209 714 abitanti. Il capoluogo di contea è Tyler. Il nome della contea deriva da James Smith (1792–1855), un generale della Guerra d'indipendenza del Texas.

## Geografia
| Anno | Popolazione | ±%     |
| ---- | ----------- | ------ |
| 1850 | 4,292       | Note:  |
| 1860 | 13,392      | 212.0% |
| 1870 | 16,532      | 23.4%  |
| 1880 | 21,863      | 32.2%  |
| 1890 | 28,324      | 29.6%  |
| 1900 | 37,370      | 31.9%  |
| 1910 | 41,746      | 11.7%  |
| 1920 | 46,769      | 12.0%  |
| 1930 | 53,123      | 13.6%  |
| 1940 | 69,090      | 30.1%  |
| 1950 | 74,701      | 8.1%   |
| 1960 | 86,350      | 15.6%  |
| 1970 | 97,096      | 12.4%  |
| 1980 | 128,366     | 32.2%  |
| 1990 | 151,309     | 17.9%  |
| 2000 | 174,706     | 15.5%  |
| 2010 | 209,714     | 20.0%  |

Secondo l'Ufficio del censimento degli Stati Uniti d'America la contea ha un'area totale di 950 miglia quadrate (2500 km²), di cui 921 miglia quadrate (2390 km²) sono terra, mentre 28 miglia quadrate (73 km², corrispondenti al 3,0% del territorio) sono costituiti dall'acqua.

### Strade principali
- Interstate 20
- U.S. Highway 69
- U.S. Highway 80
- U.S. Highway 271
- |State Highway 31
- State Highway 57
- State Highway 64
- State Highway 110
- State Highway 135
- State Highway 155
- State Highway Loop 49
- State Highway Loop 323

### Contee adiacenti
- Wood County (nord)
- Upshur County (nord-est)
- Gregg County (est)
- Rusk County (sud-est)
- Cherokee County (sud)
- Henderson County (sud-ovest)
- Van Zandt County (nord-ovest)

## Istruzione
Nella contea ci sono i seguenti distretti scolastici:
- Arp Independent School District
- Bullard Independent School District
- Chapel Hill Independent School District
- Gladewater Independent School District
- Lindale Independent School District
- Troup Independent School District
- Tyler Independent School District
- Van Independent School District
- Whitehouse Independent School District
- Winona Independent School District
- Tyler Junior College
- Texas College
- University of Texas at Tyler

## Media
I media locali includono KLTV, KTRE-TV, KYTX-TV, KFXK-TV, KCEB-TV, e KETK-TV. Il principale giornale della contea è Tyler Morning Telegraph. Inoltre c'è il Longview News-Journal, pubblicato a Longview.